# Islas Babar
Las Islas Babar (en indonesio: Pulau-pulau Babar) se encuentran en la provincia de Molucas, en Indonesia entre las latitudes 7 grados 31 minutos sur a 8 grados 13 minutos sur y las longitudes de 129 grados 30 minutos al este a 130 grados 05 minutos este. Tepa (con una población de 2000 habitantes) es la capital del municipio de las Islas Babar  ("Kecamatan Pulau-Pulau Babar") en realidad ahora es de tamaño reducido pues abarca sólo la mitad occidental de Babar, la isla Wetang y la isla de Dai. La ciudad de Letwurung en el lado este de la isla Babar es la capital del nuevo municipio denominado "Babar del este" ("Kecamatan Babar Timor") en la mitad este de las islas Babar, que consiste en la mitad oriental de la Isla de Babar, Isla Marsela , Isla Dawera y la isla Dawelor.